# Periphyllus lyropictus
Periphyllus lyropictus är en insektsart som först beskrevs av Kessler 1886. Enligt Catalogue of Life ingår Periphyllus lyropictus i släktet Periphyllus och familjen långrörsbladlöss, men enligt Dyntaxa är tillhörigheten istället släktet Periphyllus och familjen borstbladlöss. Arten är reproducerande i Sverige. Inga underarter finns listade i Catalogue of Life.